# Château de Coulaine
Le château de Coulaine est situé sur la commune de Beaumont-en-Véron, dans le département d'Indre-et-Loire. Le château fait l’objet d’une inscription au titre des monuments historiques depuis le 28 avril 1944.

## Historique

### Moyen Âge
Le domaine de Coulaine entra dans la famille des Garguesalle à la fin du XIVe siècle. Des temps moins  troublés laissèrent la place à un château sis à flanc de coteau. De Jehan de Garguesalle I à nos jours, le fil ne s’est jamais interrompu, parfois transmis par les femmes. Jehan de Garguesalle III, grand écuyer de France, gouverneur des ville et château de Chinon en 1461, modifia  le château, lui donnant l'aspect actuel. Il s'agit d'une construction typique de l'époque du gothique flamboyant. La structure médiévale est encore très présente,  mais l'influence italienne se fait jour : on privilégie les ouvertures à l'aspect défensif. Les rajouts du XIXe siècle ont su préserver cette grâce.

C'est très certainement la vision qu'en avait Antoine Rabelais - père de l'écrivain - lorsqu'il y venait, étant en effet avocat (notaire). Rabelais, qui mit en scène lieux, personnages et « histoires », connus de lui et de son père, en parle dans les « Guerres picrocholines. »  Frère Jean des Entommeures se plaint des farces faites par les pages de Coulaine : 

« Mon ami (dit le moine), laisse-le-moi (mon froc), car par Dieu, je n'en bois que mieux : il me fait le corps tout joyeux. Si je le laisse, messieurs les pages en feront des jarretières, comme il me fut fait une fois à Coulaine » (Rabelais, Gargantua XXXIX).

### XIXesiècle
Jusque vers 1850 Coulaine conserva une structure caractéristique des manoirs tourangeaux : devant le château, une cour fermée, encadrée des communs agricoles, avec accès par un porche en tuffeau. Le goût des parcs à l’anglaise - la nature sauvage, mais disciplinée - parsemés de « folies », entraîna alors les modifications les plus importantes : la moitié des communs fut supprimée, ainsi que le porche d’entrée et sa glacière attenante. S’ouvrait ainsi une superbe perspective, dans l’alignement de la porte d’entrée de l’ancien « donjon », ceci jusqu'à la Vienne toute proche, au-delà du bocage, dans une volonté déterminée de mettre l’accent sur l’aspect plaisir et villégiature et non plus strictement agricole. Le parc fut aussi aménagé : un petit « chalet », encore visible, dominant la vigne située le long du château ; un « pavillon chinois », désormais disparu ; un « sunbox ».

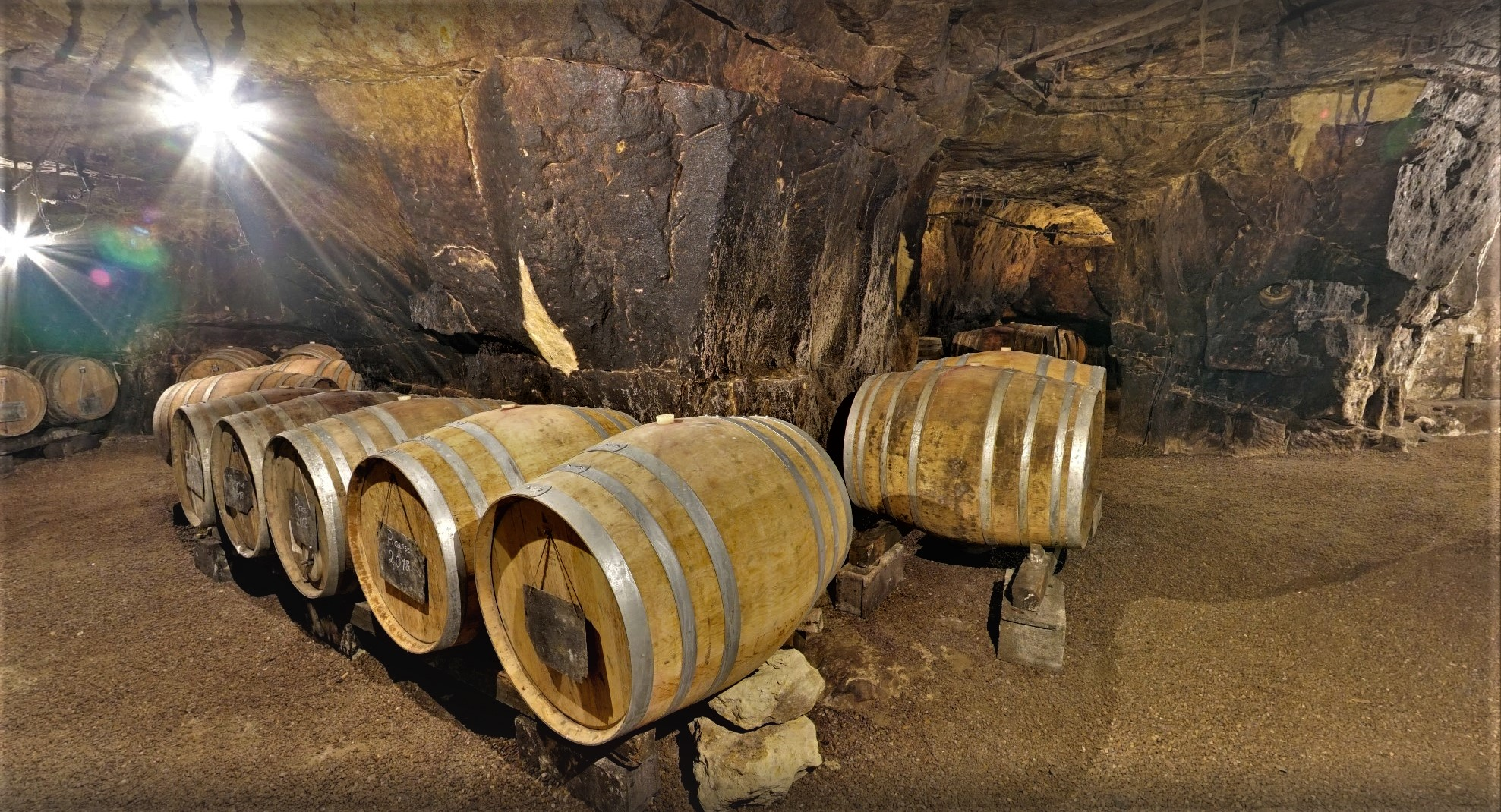
Caves en tuffeau blanc, ancienne carrière qui a servi à la construction du château et de ses dépendances. La couche noire sur les parois est constitué de moisissures qui se nourrissent des vapeurs d'alcool émanant des barriques depuis des siècles.

Sous l’impulsion de Viollet-le-Duc, on redécouvre alors l’âge d’or médiéval. Coulaine n’échappe pas à la règle :  les ouvertures sont toutes reprises avec rajouts sculptés issus du répertoire gothique (crochets, «feuilles de choux », pinacles...). Une belle orangerie est rajoutée à l’extrémité sud des communs encore existants : du plus pur style « néo-gothique » avec ses immenses ogives vitrées, non loin des caves de tuffeau (carrières de pierres de construction à l’origine).

## La tradition agricole
Dès l’origine Coulaine fut une exploitation agricole et un domaine viticole. Reflet de l’agriculture locale traditionnelle, elle a traversé le temps et ses vicissitudes. Polyculture, élevage, un peu de maraîchage et de vergers à cidre, selon un schéma qui a persisté dans la région jusqu'à une époque très récente. Deux activités y ont cependant été extrêmement florissantes pendant plusieurs siècles : la culture de la vigne et l’élevage du ver à soie. 

### La sériciculture
Cette industrie de luxe, imposée par Louis XI qui décida de créer une manufacture à Tours en 1470, connut une période faste, suivie d’un déclin important. Le début du XVIIIe siècle vit son renouveau. La sériciculture se déroulait dans les magnaneries, appelées en Touraine les « verreries ». La première verrerie se trouvait dans le commun principal supprimé au XIXe siècle, qui abritait également le pressoir et une cave. La seconde magnanerie, datée des environs de 1850, existe toujours mais n’est plus en activité depuis probablement la fin du XIXe siècle à la suite de la maladie du ver à soie. Coulaine produisait du fil de soie et surtout de la « graine » - œuf - dont le commerce était intensif. C'était avant le vin la principale source de revenus.

### La viticulture

#### Historiquement, une importance relative
Le domaine a toujours cultivé un peu de vignes, les surfaces exactes sont floues, mais les archives parlent de trois clos distincts, situés à proximité du château. On peut estimer la surface à environ 3 hectares au vu du rendement moyen à l'époque (15hl/ha) et des volumes commercialisés (une 40aine de pièces). À l’origine probablement destiné, comme partout, à la consommation personnelle, le vignoble fut plus important au XVIIIe siècle, ainsi qu’en atteste un « Journal des vendanges » conservé dans les archives familiales. Les vignes étaient presque toutes regroupées autour du château et portaient les noms de "Clos du Bas", Clos de la Maison", "Les Quarts", "La Herpinière".
Elles donnaient du vin rouge et du vin blanc. Plusieurs cépages étaient utilisés mais le texte ne mentionne précisément que deux : le Gouais et le Muscat, qui sont des blancs et parle également des "Gros Rouge" (peut être des teinturiers), tous les trois étant réservés généralement pour la boisson des travailleurs. On sait que le Cabernet-franc, chanté par Rabelais, était considéré comme le cépage « noble » et que ses sols de prédilection se situaient aussi dans toute cette zone de Beaumont-en-Véron. Le cépage « Chenin » (Pineau de Loire), à l’origine de nombreux blancs du Val de Loire, était présent dans la région. Coulaine en produisait aussi, bien qu’en quantité moindre. On ne peut que conjecturer quant à leur utilisation réelle, car à l'époque de nombreux cépages coexistaient au sein d'un domaine voire au sein d'une même parcelle.

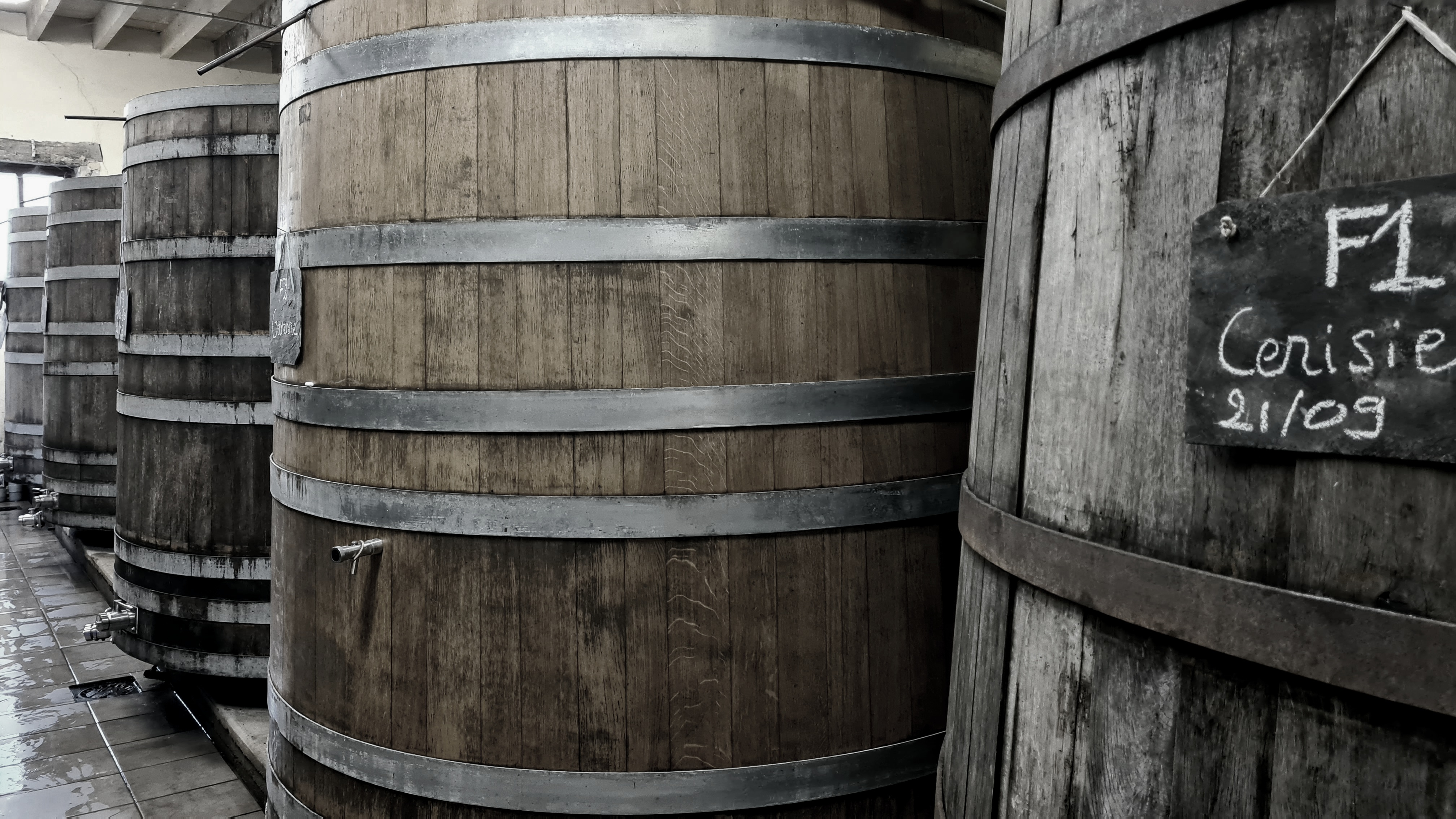
Foudres en chêne à Coulaine. C'est un contenant qui sert pendant la fermentation et la cuvaison de la vendange. Il y avait au moins un (ou une) foudre au 18e puis des cuves en béton au milieu du 19e.

La production hors consommation était vendue en barriques, localement à des négociants de Chinon et jusqu'à Tours. Le travail de la vigne était effectué d’une manière en fait guère différente des pratiques actuelles, le calendrier en était immuable. Après les vendanges, le raisin était « pilé » puis laissé à fermenter sous le « chapeau » de marc. L’élevage avait lieu en « foudres » ou -déjà - en barriques « provenant de Bordeaux »...Le phylloxéra réduira le domaine viticole à une peau de chagrin.

#### Depuis 1960, renouveau et monoculture
La période entre 1824 - dernière entrée du journal des vendanges - et 1960 est floue, mais le domaine n'a pas cessé de produire du vin, au moins pour la consommation locale. À partir des années 60, les propriétaires replantent quelques parcelles en sélection massale, et sur greffes à partir de vignes qui avaient échappé au phylloxera, sur la parcelle d'un très ancien clos viticole : Turpenay, acquis au début du 20e. Ce clos fut la propriété de l'abbaye de Turpenay au XIIIe siècle à la suite d'un don du seigneur de Beaumont. Les anciennes parcelles sont abandonnées pour y laisser paître du bétail ou y replanter des vergers. 
À partir de 1987, les exploitants replantent beaucoup de vignes sur les anciens terroirs oubliés ou des parcelles utilisées en verger (La Garenne de Coulaine), les autres cultures céréalières et l'élevage sont abandonnés. Le domaine passe en agriculture biologique en 1994-1997, le premier officiellement en appellation Chinon. Le domaine produit actuellement 90 000 bouteilles par an, sur 18 ha dont 10 sont en propriété depuis l'origine.